# Palazzo Corner della Ca’ Granda

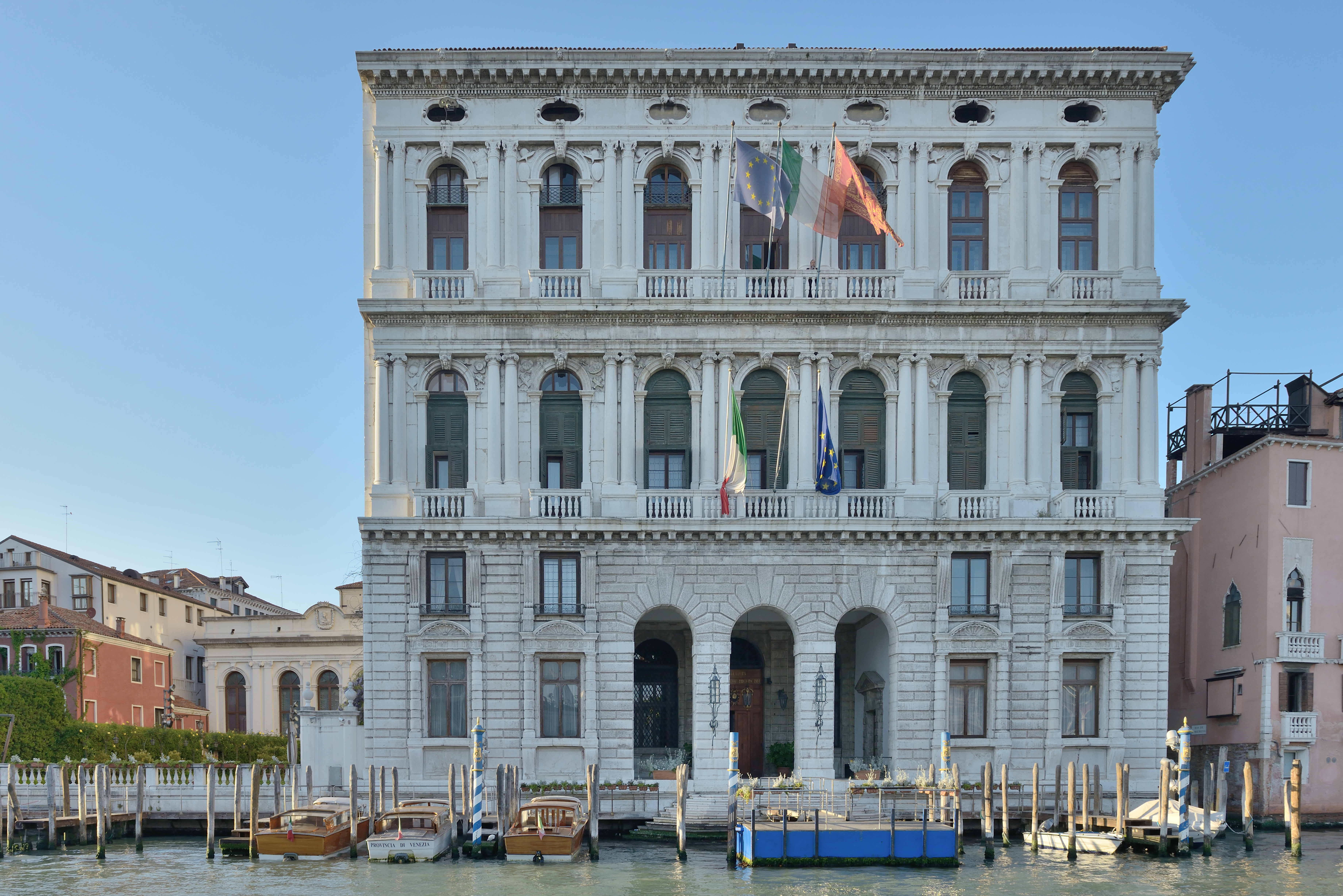
Ca‘ Corner della Ca‘ Gramda von der Fähre San Gregorio aus, daneben der Palazzo Minotto-Barbarigo

Palazzo Corner della Ca’ Granda, Ca’ Corner della Ca’ Granda oder einfach Ca’ Corner ist ein Palast in Venedig in der italienischen Region Venetien. Er liegt im Sestiere San Marco mit Blick auf den Canal Grande zwischen dem Palazzo Minotto-Barbarigo und der Casina delle Rose. Heute ist er Sitz der Metropolitanstadt Venedig und der Präfektur.

## Geschichte
Die Ca’ Corner wurde von Jacopo Sansovino geplant, nachdem 1532 ein Brand die vorhergehende Residenz der Familie Corner, den Palazzo Malombra, dessen Existenz ein Plan aus der Zeit um 1500 von Jacopo de Barbari bezeugt, zerstört hatte. Die Chronik eines solchen Brandes wurde von Marin Sanudo berichtet. Dies war einer der allerersten Zuschreibungen an den bekannten Architekten in der Lagune.
1817, nach einem weiteren Brand, gab Andrea Corner den Palast in das Staatseigentum des Kaisertums Österreich ab, das dort die  k.k. Delegation der Provinz Venedig und in der Folge auch die k.k. Statthalterei, vergleichbar einer Präfektur, unterbrachte. Nach dem Anschluss Venedigs an das Königreich Italien 1866 behielt der Palast den gleichen Bestimmungszweck bei, den er heute noch besitzt.

## Beschreibung
Bemerkenswert durch eine Monumentalität, die schon durch die Bezeichnung „Ca’ Granda“ (dt.: großes Haus) hervorgehoben ist, zerreißt der Palast mit dieser die Folge der benachbarten Paläste und ist ein Beispiel für Neuerungen des Genies seines Planers, Jacopo Sansovino. Der Palast liegt an einer hervorgehobenen Stelle unweit des Markusplatzes.
GRUNDRISS: Das lange Gebäude ist nicht auf ein Zentrum hin ausgerichtet und erscheint wie ein Würfel mit fast rechteckigem Grundriss mit einem Innenhof im Nordteil.
FASSADE: Der Palast besitzt eine schön verzierte Fassade zum Canal Grande hin, die in drei Ordnungen und um den Hof herum aufgeteilt ist, was wir mit Bezug auf die lateinische Erfahrung als typisch „bramantisch“ bezeichnen.
Der Architekt ließ den unteren Teil (1. Ordnung) mit Bossenwerk verzieren und unterstrich die oberen Etagen mit einer Serie von Bögen, die den Hell-Dunkel-Effekt des Gebäudes verstärken und die klassische Matrix anzeigen, wo die Lücken die Füllungen überwiegen:
- in der 2. Ordnung in Bögen eingesetzte Fenster mit Balustraden und zwischen paarweise, (dekorative), ionische Säulen gesetzt, die auf der Basis gründen und ein Gebälk unterstützen.
- in der 3. Ordnung, in Bögen eingesetzte Fenster mit Balustraden und zwischen paarweise, (dekorative), korinthische Säulen gesetzt, die auf der Basis gründen und ein Gebälk mit in den Fries eingesetzten, elliptischen Fenstern unterstützen.
Das Ganze wird so durch das Abtasten des Lichtes in zwei unterschiedlichen Ebenen moduliert, was die Beachtung des Tonwertes der Oberflächen in Abstimmung mit der manieristischen Malerei in venezianischem Ton zeigt.
Die typisch venezianische, vertikale Dreiteilung der Fassade ist nur durch die mittlere Vorhalle und durch den Balkon, der die drei Fenster im obersten Geschoss verbindet, zu identifizieren.
So kann man von einer Fusion zweier architektonischen Realitäten sprechen, der neupalatinistischen, römischen Typologie und der venezianischen Auffassung, dass Säulen, Architraven und Bögen wieder eine tragende Funktion haben.